# Gran Premio de Denain 2019
La 61.ª edición de la clásica ciclista Gran Premio de Denain fue una carrera en Francia que se celebró el 24 de marzo de 2019 sobre un recorrido de 198 kilómetros con inicio y final en la ciudad de Denain.
La carrera formó parte del UCI Europe Tour 2019, dentro de la categoría 1.HC.

## Equipos participantes
Tomaron parte en la carrera 22 equipos: 3 de categoría UCI WorldTeam; 14 de categoría Profesional Continental; y 15 de categoría Continental. Formando así un pelotón de 149 ciclistas de los que acabaron 94. Los equipos participantes fueron:
| WorldTeams (3)- AG2R La Mondiale - Groupama-FDJ - Trek-Segafredo Equipos continentales profesionales (14)- Androni Giocattoli-Sidermec - Burgos-BH - Cofidis, Solutions Crédits - Corendon-Circus - Delko-Marseille Provence - Direct Énergie - Israel Cycling Academy - Riwal Readynez - Roompot-Charles - Sport Vlaanderen-Baloise - Arkéa-Samsic - Vital Concept-B&B Hotels - Wanty-Groupe Gobert - Wallonie Bruxelles Equipos continentales (5)- Amore & Vita-Prodir - Development Team Sunweb - Natura4Ever-Roubaix Lille Métropole - Saint Michel-Auber 93 - Tarteletto-Isorex |
| |

## Clasificación final
- Las clasificaciones finalizaron de la siguiente forma:[3]

| \| Clasificación general \| Clasificación general \| Clasificación general \| Clasificación general \| Clasificación general \| \| Ciclista \| Ciclista \| Equipo \| Tiempo \| \| \| --------------------- \| --------------------- \| ----------------------------------- \| --------------------- \| --------------------- \| \| 1.º \| Mathieu van der Poel \| Corendon-Circus \| 4 h 21 min 39 s \| \| \| 2.º \| Marc Sarreau \| Groupama-FDJ \| + 3 s \| \| \| 3.º \| Timothy Dupont \| Wanty-Gobert \| + 3 s \| \| \| 4.º \| Matteo Moschetti \| Trek-Segafredo \| + 3 s \| \| \| 5.º \| Emiel Vermeulen \| Natura4Ever-Roubaix Lille Métropole \| + 3 s \| \| \| 6.º \| Justin Jules \| Wallonie Bruxelles \| + 3 s \| \| \| 7.º \| Pierre Barbier \| Natura4Ever-Roubaix Lille Métropole \| + 3 s \| \| \| 8.º \| Bram Welten \| Arkéa-Samsic \| + 3 s \| \| \| 9.º \| Samuel Dumoulin \| AG2R La Mondiale \| + 3 s \| \| \| 10.º \| Romain Cardis \| Direct Énergie \| + 3 s \| \| |                      |                                     |                 |
| |                      |                                     |                 |
| Fuentes: ProCyclingStats Cycling Archives |                      |                                     |                 |
| Clasificación general |                      |                                     |                 |
| Ciclista | Ciclista             | Equipo                              | Tiempo          |
| 1.º | Mathieu van der Poel | Corendon-Circus                     | 4 h 21 min 39 s |
| 2.º | Marc Sarreau         | Groupama-FDJ                        | + 3 s           |
| 3.º | Timothy Dupont       | Wanty-Gobert                        | + 3 s           |
| 4.º | Matteo Moschetti     | Trek-Segafredo                      | + 3 s           |
| 5.º | Emiel Vermeulen      | Natura4Ever-Roubaix Lille Métropole | + 3 s           |
| 6.º | Justin Jules         | Wallonie Bruxelles                  | + 3 s           |
| 7.º | Pierre Barbier       | Natura4Ever-Roubaix Lille Métropole | + 3 s           |
| 8.º | Bram Welten          | Arkéa-Samsic                        | + 3 s           |
| 9.º | Samuel Dumoulin      | AG2R La Mondiale                    | + 3 s           |
| 10.º | Romain Cardis        | Direct Énergie                      | + 3 s           |

## UCI World Ranking
El Gran Premio de Denain otorgó puntos para el UCI Europe Tour 2019 y el UCI World Ranking, este último para corredores de los equipos en las categorías UCI WorldTeam, Profesional Continental y Equipos Continentales. Las siguientes tablas son el baremo de puntuación y los 10 corredores que obtuvieron más puntos:
| Posición              | 1.º | 2.º | 3.º | 4.º | 5.º | 6.º | 7.º | 8.º | 9.º | 10.º | 11.º | 12.º | 13.º | 14.º | 15.º | 16.º-30.º | 31.º-40.º |
| Clasificación general | 200 | 150 | 125 | 100 | 85  | 70  | 60  | 50  | 40  | 35   | 30   | 25   | 20   | 15   | 10   | 5         | 3         |

| Clasificación |                      |                                     |         |
| Posición      | Ciclista             | Equipo                              | General |
| ------------- | -------------------- | ----------------------------------- | ------- |
| 1.º           | Mathieu van der Poel | Corendon-Circus                     | 200     |
| 2.º           | Marc Sarreau         | Groupama-FDJ                        | 150     |
| 3.º           | Timothy Dupont       | Wanty-Gobert                        | 125     |
| 4.º           | Matteo Moschetti     | Trek-Segafredo                      | 100     |
| 5.º           | Emiel Vermeulen      | Natura4Ever-Roubaix Lille Métropole | 85      |
| 6.º           | Justin Jules         | Wallonie Bruxelles                  | 70      |
| 7.º           | Pierre Barbier       | Natura4Ever-Roubaix Lille Métropole | 60      |
| 8.º           | Bram Welten          | Arkéa Samsic                        | 50      |
| 9.º           | Samuel Dumoulin      | AG2R La Mondiale                    | 40      |
| 10.º          | Romain Cardis        | Direct Énergie                      | 35      |